# Pril
Pril ist eine Marke für ein Geschirrspülmittel des Henkel-Konzerns, welche 1951 erfunden wurde.

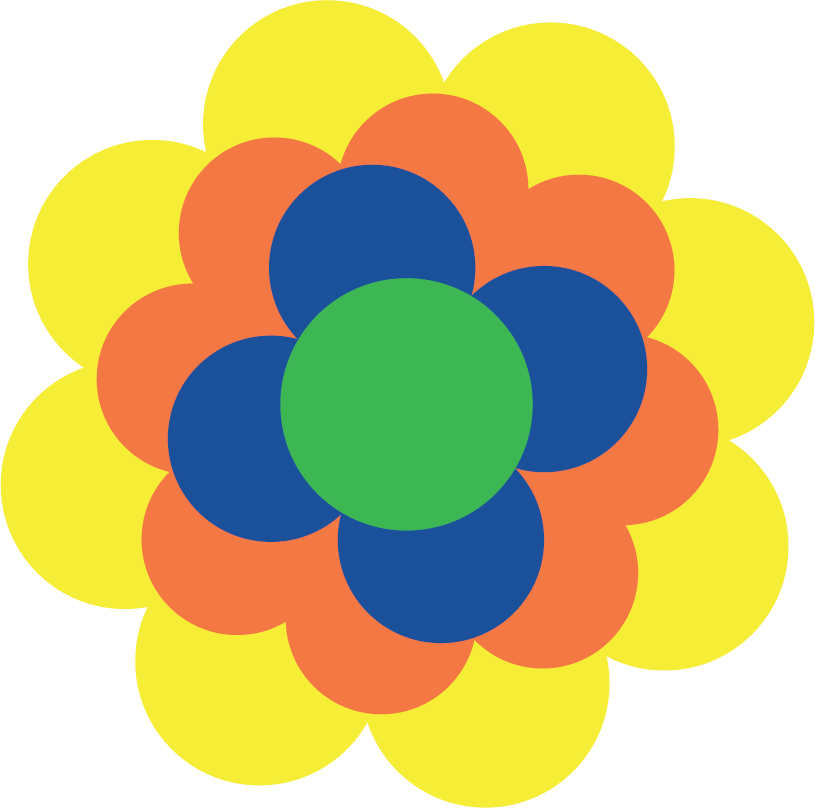
Prilblume

## Geschichte
Pril wurde 1951 von der (ehemals Chemnitzer) Henkel-Tochter „Böhme Fettchemie GmbH“ als erstes synthetisches Spülmittel entwickelt und kam zunächst als Pulver auf den Markt. Von den bisherigen Spülmitteln unterschied es sich durch den hautschonenden Verzicht auf Soda und das besonders hohe Fettlösevermögen, das ab 1952 in der Werbung mit einer lebenden Ente demonstriert wurde. Sie versank in einem mit Wasser gefüllten Aquarium bis zum Hals, weil das zugesetzte Spülmittel den schützenden Fettfilm ihrer Federn löste – ein Effekt, der seitdem auch zur Reinigung des Gefieders von durch Tankerunfälle mit Erdöl verschmutzten Seevögeln genutzt wird.
Bei der sogenannten Pril-Ente handelt es sich um eine 1952 von Herbert Leupin geschaffene Werbefigur.
1959 kam flüssiges Pril in einer runden, blauen Flasche auf den Markt, die bereits 1960 von einer charakteristischen flachen, von Günter Kupetz entworfenen abgelöst wurde. Von 1972 bis 1984 regelmäßig und zuletzt 2015 befanden sich auf diesen Flaschen dekorative Aufkleber, die so genannten „Prilblumen“, die aus durch Kreissegmente stilisierten Blüten in typischen Farbkombinationen der 1970er Jahre bestanden und in Deutschland so beliebt wurden, dass sie in diesem Jahrzehnt in unzähligen Küchen auf Kühlschranktüren, Wandfliesen usw. zu finden waren.
1992 kam mit Pril Supra das erste Spülmittelkonzentrat in Deutschland auf den Markt.

## Belege
1. ↑  Markenregister für Pril. DPMA, 11. Oktober 2003, abgerufen am 24. Mai 2012 (Auch in PDF-Datei 58 KB; Marke angemeldet am 20. Januar 1914, registriert seit 5. Juni 1914 und verlängert am 11. Oktober 2003).